# Rolls-Royce Silver Ghost
Rolls-Royce Silver Ghost – luksusowy samochód osobowy produkowany przez brytyjską firmę Rolls-Royce w latach 1906-1926. Następca modelu 30 hp. Do napędu użyto sześciocylindrowych silników rzędowych o pojemności 7 litrów. Moc przenoszona była na koła tylne poprzez początkowo 3- a później 4-biegową manualną skrzynię biegów. Przez 20 lat produkcji powstało 7874 egzemplarzy Silver Ghosta. Samochód został zastąpiony przez model Phantom I.

## Dane techniczne

### Silnik
- R6 7,0 l (7036 cm³), 2 zawory na cylinder, SV[1]
- Układ zasilania: gaźnik
- Średnica × skok tłoka: 114,00 mm × 114,00 mm
- Stopień sprężania: 3,2:1
- Moc maksymalna: 48,7 KM (35,8 kW) przy 1250 obr./min[1]
- Maksymalna prędkość obrotowa silnika: 1750 obr./min

### Osiągi
- Prędkość maksymalna: 126 km/h[1]